# Bramborová vojna
Bramborová vojna (op. 145) je romanticko-komicko-tragicko-ševcovská opera ve třech dílech českého skladatele Josefa Čapky-Drahlovského na libreto Jana Veselého z roku 1890.

## Vznik, charakteristika a historie
Bramborová vojna je nevelká hudebně-dramatická skladba humorného charakteru určená především pro ochotnické provozování, jaké byly na sklonku 19. století v české společnosti velmi oblíbené. Napsali ji plodný moravský skladatel Josef Čapka, píšící pod pseudonymem Drahlovský, varhaník a ředitel kůru u děkanského chrámu v Přerově, a mnohem mladší libretista Jan Veselý, syn ředitele přerovského gymnázia a v té době student pražské právnické fakulty. Autoři sami ji označovali za komickou operu, tisk o ní někdy hovoří jako o komické operetě; až na jeden monolog neobsahuje mluvené dialogy, její hudba však „jest lehká a v národním tonu psaná, přístupná i silám, jež na provedení větších děl podobných nestačí“. Vydal ji začátkem prosince 1890 pražský hudební nakladatel Emanuel Starý a byla inzerována jako „hodící se zvláště pro letošní Sylvestry a masopustní zábavy“.
Část literatury uvádí mylnou informaci, že Bramborová vojna byla poprvé provedena v Brně tamním Národním divadlem v lednu 1891. Zdrojem omylu je zřejmě kritika Leoše Janáčka otištěná v Moravských listech 17. ledna 1891, která však patřila tištěné podobě. Premiéra Bramborové vojny se konala až 5. listopadu 1891 v Drahlovského a Veselého působišti Přerově, kde ji s podporou přerovských hudebníků uvedla divadelní společnost Františka Trnky, jež v 90. letech 19. století hrála na různých místech Moravy, především však na Hané (Olomouc, Prostějov, Přerov, Kroměříž). Dílo dirigoval skladatel, po představení následovala „přátelská zábava“; druhé představení, plánované jako benefice obou autorů, se nakonec nekonalo. V Brně byla Bramborová vojna uvedena poprvé až na Silvestra roku 1893 péčí spolku „Veleslavín“.
Již Janáčkova recenze byla pohrdavá: „Vtip a veselost – kde Vás máme hledati? Což se má ukrývati již jen v těch silvestrovských publikacích? Počátek byl dobrý, tanou nám na mysli Klepny [ Antonína Javůrka ], Kvas krále Vondry [ Josefa Illnera ] atd., avšak na dále zhrubnul „nový směr“. Op. 145. známého skladatele přerovského vyhovuje svému účelu: aby vážně kritisován byl, zajisté nežádají pp. autoři. Jsou firmy v Německu, jejichž objemné katalogy jsou vyplněny skladbami toho druhu.“ Recenzent Našince, který byl přerovskému představení přítomen, vyslovil zklamání: „Místo díla, které by vyhovovalo aspoň částečně požadavkům uměleckým, uslyšeli jsme několik sprostých vtipů, jež autor libreta vystudoval v pražských hospůdkách. J. Veselý se do něčeho pustil, nemaje žádných schopností, jen velikou porci nestoudnosti. Byli jsme rozhořčeni právem na mladého librettistu, jenž by si měl vzíti u tatínka lekce nejdříve ze slušnosti a pak z češtiny. Hudbě – přiznám se – mnoho nerozumím, al zkušení hudebníci se vyslovili, že hudba v této směsici nesmyslů, byť jí prý dal své „placet“ olomucký mistr, jest pro operu nevhodnou.“
Ještě roku 1894 časopis Dalibor v noticce o úmrtí libretisty Jana Veselého zmiňuje Bramborovou vojnu s tím, že „nedošla nijaké přízně“. I přesto byla Bramborová vojna hrána zejména ochotnickými spolky, často v rámci silvestrovských oslav, takže když ji vydal znovu roku 1898 Josef Šváb-Malostranský jako č. 36 svých Hudebních humoristických listů, mohl inzerovat, že „opera tato byla provedena od mnoha pěveckých jednost s velkým úspěchem“. Hrála se například ještě roku 1919 v Horažďovicích.

## Osoby
| osoba                          | hlasový obor |
| ------------------------------ | ------------ |
| Smůla, mistr umění ševcovského | bas          |
| Dorotka, jeho žena             | mezzosoprán  |
| Marie, jejich dcera            | soprán       |
| Jan, první tovaryš             | tenor        |
| Cvoček, druhý tovaryš          | bas          |
| Šídlo, učedník                 | tenor        |

## Děj opery
Děje se „za naší doby“ (tj. na sklonku 19. století) v ševcovské dílně mistra Smůly.

### 1. díl
Ševcovský mistr Smůla, jeho tovaryši Jan a Cvoček a učedník Šídlo vesele pracují v dílně a zpívají si k tomu (č. 1 kvartet Klep, klep, klep… Dopadej kladívko). Mistr posílá Šídla pro kávu a stěžuje si na svou ženu Dorotku, která je stále krmí bramborovými knedlemi. (č. 2 scéna Smím prosit, milostslečinko a zpěv Smůly s tovaryši Nic ta žena na mne nedbá). Za veselého povzbuzování tovaryšů nepřítomné choti slibuje, že ji seřeže a ukáže jí, kdo je v domě pánem. Tovaryši mu slibují podporu, ale učedník Šídlo má z mistrové strach (č. 3 píseň Smůly s tovaryši Dokážu jí, kdo pánem v domě… Sláva, sláva panu mistrovi).
Vstupuje Dorotka a rozhodným hlasem kárá všechny za to, že hulákají místo práce. Oznamuje, že bude dělat k obědu své mistrné číslo – bramborové knedle. Manželovy protesty nejprve nevnímá a pak se na něj oboří, až Smůla raději zmizí. Poté se utrhne na Cvočka a nakonec hledá Jana, který se včas vytratil – paní mistrová ho totiž podezřívá, že si myslí na její dceru Mařku. Když odejde, Šídlo a Cvoček si slibují, že se kamaráda zastanou (č. 4 scéna Co to tady zase za křik a duet Cvočka a Šídla Však my se ho zstaneme).

### 2. díl
Je neděle, poklizeno. Marie přichází z kostela. Jan se k ní přitočí a vyznává jí lásku. Marie mu vyčítá, že když ji včera navštívil v komůrce, zbaběle utekl před koštětem její matky (č. 5 duet Mařenko překrásná!). Smůla se vrací trochu nachmelen a zpívá si stížnou píseň na manželku. Jan se k němu obrací a žádá ho o Mařenčinu ruku. Přitom mu představuje své plány: brzy bude vyučen, založí si vlastní živnost a o tchána se bude rád starat (č. 6 Smůlův popěvek Nikdo neví, jak je mně a píseň Jana Za týden jsem vyučený). Smůla je mladíkovi nakloněn a slibuje mu ji, pokud mu on pomůže v boji proti paní Dorotce (č. 7 dvojzpěv Zde má ruka, milý Jene). Ale mistr to bude muset nějak navléci, aby Dorotka k sňatku Jana a Marie svolila; a už chystá diplomatický plán.

### 3. díl
Dorotka se o samotě čertí na muže: je to dobrý člověk, ale občas si přihne a nedoceňuje její kuchyni. Smůla přichází a naoko rozhořčeně sděluje manželce, že prý se Jan schází s Mařkou. On prý je rozhodně proti a hodlá jako skutečný pán domu jejich vztah zakázat (č. 8 dialog Čert mně radu dal). Dorotka zareaguje očekávatelně a naopak je rozhodnuta sňatek Jana a Marie prosadit. Marie otci po straně děkuje a se slzami se obrací na matku, aby se ujala jí a Jana proti mistrově odporu. Paní Dorotka z dobrého srdce, i aby dokázala, že v domácnosti rozhoduje ona, slibuje dceři pevnou podporu (č. 9 scéna Tatíčku rozmilý, předrahý se zpěvem Marie Matičko, Matičko, slyšte mé lkání a zpěvem Dorotky Já už dávno pozoruju).
Šídlo přibíhá a tvrdí, že prý se Smůla s Janem bijí. Dorotka běží do bitky zasáhnout a zanedlouho přichází Janovi a Marii zvěstovat své a jejich vítězství (č. 10 scéna Paní mistrová, teď honem utíkejte se zpěvem Šídla Tak, ty babo jedovatá a zpěvem Dorotky Nebečte a radujte se). Šídlo pěje chvalozpěv na paní mistrovou, která strčí do kapsy Achilla, Lohengrina, Bruncvíka i kanonýra Jabůrka (č. 11 píseň Achilles Hektor). Poté konečně Jan a Marie získávají požehnání mistra Smůly i mistrové Dorotky (č. 12 kvartet Dejte, dejte požehnání). Smůla ještě jednou přeje štěstí snoubencům a vysvětluje, že všem štrapácím byly na vině bramborové knedle – jež paní Dorotka slibuje navařit i na svatbu (č. 13 duet Pojďte, dítky, na mé srdce vroucí… Já vám k svatbě, milé děti). Všeobecným oslavným zpěvem na tento pokrm (č. 14 finále – sextet Sláva, sláva bramborové knedli) příběh končí.